# 130 (tal)
130 är det naturliga talet som följer 129 och som följs av 131.

## Inom matematiken
- 130 är ett jämnt tal.
- 130 är ett ikositrigontal.
- 130 är ett sfeniskt tal.
- 130 är ett palindromtal i det ternära talsystemet.
- 130 är ett palindromtal i det kvarternära talsystemet.

## Inom vetenskapen
- 130 Elektra, en asteroid.

## Annat
- 130 och 130 f.Kr., två årtal
- 130-talet och 130-talet f.Kr., två decennier
- Länsväg 130, en länsväg i Kalmar län
- Fiat 130, en bilmodell
- STS-130, en flygning i USA:s rymdfärjeprogram